# Aeroportul Antsalova
Aeroportul Antsalova (IATA: WAQ, ICAO: FMMG) este un aeroport din Mahajanga, Regiunea Boeny, Madagascar ce deservește zona Antsalova⁠(d). A fost numit după zona deservită.
Situat la o altitudine de 168 m, aeroportul dispune de o singură pistă.